# 松井彰彦
松井 彰彦（まつい あきひこ、1962年 - ）は、日本の経済学者。Econometric Society・フェロー。専門は、ゲーム理論とそれを応用した社会的障害の分析。東京大学教授。2007年日本経済学会中原賞受賞。
伯父に囲碁棋士の藤沢秀行。

## 来歴
1962年東京都生まれ。開成高等学校卒業後、東京大学理科一類に進学した。東京大学入学当初は「天文気象好きの物理少年」であったが、教養学部時代に環境問題から人間関係に関心を持つようになり、進学振り分けで経済学部に転じた。
東京大学経済学部では奥野正寛ゼミナールに在籍し、卒業時には最優秀の卒業論文に与えられる大内兵衛賞を受賞した。その後米国 ノースウェスタン大学J.L.ケロッグビジネススクールに留学し、1990年には同校M.E.D.S.博士課程を修了した。指導教官はイツァーク・ギルボア。
Ph.D.取得後は、ペンシルベニア大学経済学部助教授 、筑波大学社会工学系准教授、東京大学大学院経済学研究科助教授を経て、2002年5月より東京大学大学院経済学研究科教授。2008年にはEconometric Society・Fellowに選出された。

## 著作

### 単著
- 『慣習と規範の経済学――ゲーム理論からのメッセージ』（東洋経済新報社, 2002年）
- 『市場の中の女の子――市場の経済学・文化の経済学』（PHP研究所, 2004年）
- 『向こう岸の市場』（勁草書房, 2007年）
- 『高校生からのゲーム理論』（筑摩書房, 2010年）
- 『不自由な経済』（日本経済新聞出版社, 2011年）
- 『市場って何だろう――自立と依存の経済学』（筑摩書房, 2018年）

### 共著
- （蓮實重彦・新誠一・稲葉雅幸・柳川範之・藪内稔・大勝孝司・平野裕一・森本幾夫・田辺国昭・池上高志）『ゲーム――駆け引きの世界』（東京大学出版会, 1999年）
- （梶井厚志）『ミクロ経済学――戦略的アプローチ』（日本評論社, 2000年）
- （清水武治）『ゲーム理論』（三笠書房, 2003年）
- （川島聡・長瀬修）『障害を問い直す』（東洋経済新報社, 2011年）

### 訳書
- イツァーク・ギルボア, デビッド・シュマイドラー『決め方の科学――事例ベース意思決定理論』（勁草書房, 2005年）
- イツァーク・ギルボア『合理的選択』（みすず書房, 2013年）
- アリエル・ルービンシュタイン『ルービンシュタイン ゲーム理論の力』（東洋経済新報社, 2016年）

## 受賞
- 2002年 日経・経済図書文化賞 （著書『慣習と規範の経済学』に対して）[5]
- 2006年3月 日本学術振興会賞及び日本学士院学術奨励賞
- 2007年日本経済学会 中原賞 [4]